# Voluntown
Voluntown es un pueblo ubicado en el condado de New London en el estado estadounidense de Connecticut. En el año 2008 tenía una población de 2,631 habitantes y una densidad poblacional de 26 personas por km².

## Geografía
Voluntown se encuentra ubicado en las coordenadas 41°34′55″N 72°49′59″O / 41.58194, -72.83306.

## Demografía
Según la Oficina del Censo en 2000 los ingresos medios por hogar en la localidad eran de $56,802 y los ingresos medios por familia eran $61,618. Los hombres tenían unos ingresos medios de $42,647 frente a los $27,368 para las mujeres. La renta per cápita para la localidad era de $23,707. Alrededor del 4.9% de la población estaban por debajo del umbral de pobreza.